# Marien-Quadrille
Marien-Quadrille, op. 51, är en kadrilj av Johann Strauss den yngre.

## Historia
På hösten 1847 begav sig Johann Strauss den yngre och hans orkester iväg på en konsertturné. Tanken var att fara "till Pressburg [det tyska namnet på Bratislava] och senare till Ungern och Konstantinopel", men så långt gick aldrig resan. Från Wien gick färden i sydostlig riktning via Pressburg, Pest, Temesvár (Timișoara), Neusatz (Novi Sad), Semlin (Zemun), Pančevo, Belgrad, Lugos (Lugoj), Klausenburg (Cluj-Napoca), Hermannstadt (Sibiu) och Kronstadt (Brașov) till Bukarest. Under resan komponerade Strauss två kadriljer över rumänska folksånger: Marien-Quadrille och Annika-Quadrille (op. 53). Han dirigerade det första framförandet av Marien-Quadrille vid någon av de tre konserter han gav i Bukarest. Dessa ägde rum i Theatersaal den 31 december 1847, den 2 januari 1848 och den 4 januari 1848. Det är också fullt möjligt att de spelade verket ånyo vid en avskedskonsert i Bukarest den 6 januari i Momolo-Saal.
Johann Strauss tillägnade Marien-Quadrille till furstinnan Maria Bibescu (född Vacarescu, ?-1859), andra hustru till Hospodar av Valakiet, furste Gheorghe Bibescu.. Fursteparet hade närvarat vid Strauss konserter i Theatersaal och därmed kunnat åhöra premiären av Marien-Quadrille. Tidningen Bukurester Deutsche Zeitung av den 10 januari 1848 rapporterade från konserterna: "Bland den unge maestrons nya kompositioner hörde vi en kadrilj tillägnad Hennes Höghet Furstinnan i vilken nationalmelodier från Valakiet mycket artistiskt hade vävts in och orsakade entusiastiska applåder. Liksom många andra verk fick den tas om på allmän begäran". Nyheten om Marien-Quadrille nådde även Wiens tidningar och den 22 februari 1848 skrev Wiener Zeitung: "Strauss d.y. har redan spelat många gånger vid hovet där [i Bukarest], och på begäran från furstinnan har han komponerat en kadrilj och tillägnat henne den efter teman från Valakiet". Tio dagar före artikeln i Wiener Zeitung skrev emellertid Wiener Allgemeine Theaterzeitung: "Furstinnan mottog den dedicerade kadriljen byggd på teman från Valakiet, vilken har orsakat en sensation där [i Bukarest]". Strauss hade återvänt till Bukarest med sin orkester i februari 1848 efter att ha givit konserter i Jassy (Iași), Belgrad och Zagreb. 
Det första klaverutdraget av kadriljen gavs ut den 2 juni 1848.

## Om kadriljen
Speltiden är ca 5 minuter och 50 sekunder plus minus några sekunder beroende på dirigentens musikaliska tolkning.

## Weblänkar
- Dynastin Strauss 1848 med kommentarer om Marien-Quadrille.
- Die Marien-Quadrille i Naxos-utgåvan.

## Anmärkning
1. ↑  Maria tillhörde en av Valakiets äldsta adelsfamiljer. Hon var bildad, ambitiös och mycket vacker, och hyste en stor kärlek till musik och konst. 1843 skilde hon sig från sin första make, Costache Ghica, yngre broder till furste Grigore IV Ghica och Alexandru Ghica. När revolutionen spred sig till Valakiet den 14 juni tvingades furst Bibescu abdikera och fly landet med sin hustru. Tillsammans med sina två döttrar Maria och Elena bosatte de sig i Frankrike där Maria dog i cancer 1859.